# Amsterdamse annexaties
Amsterdam heeft een aantal omliggende gebieden geannexeerd. Tussen 1877 en 2022 werden (delen van) gemeenten grenzend aan Amsterdam geannexeerd of werd gefuseerd, met daarin onderstaande buurtschappen, dorpen en een stad. 
Toen Amsterdam vanaf het laatste kwart van de 19e eeuw zich sterk ging uitbreiden ging dit ten koste van de omliggende gemeenten. In 1877, 1896, 1921 en 1966 werden grote stukken hiervan geannexeerd.

## Geschiedenis

### 19e eeuw

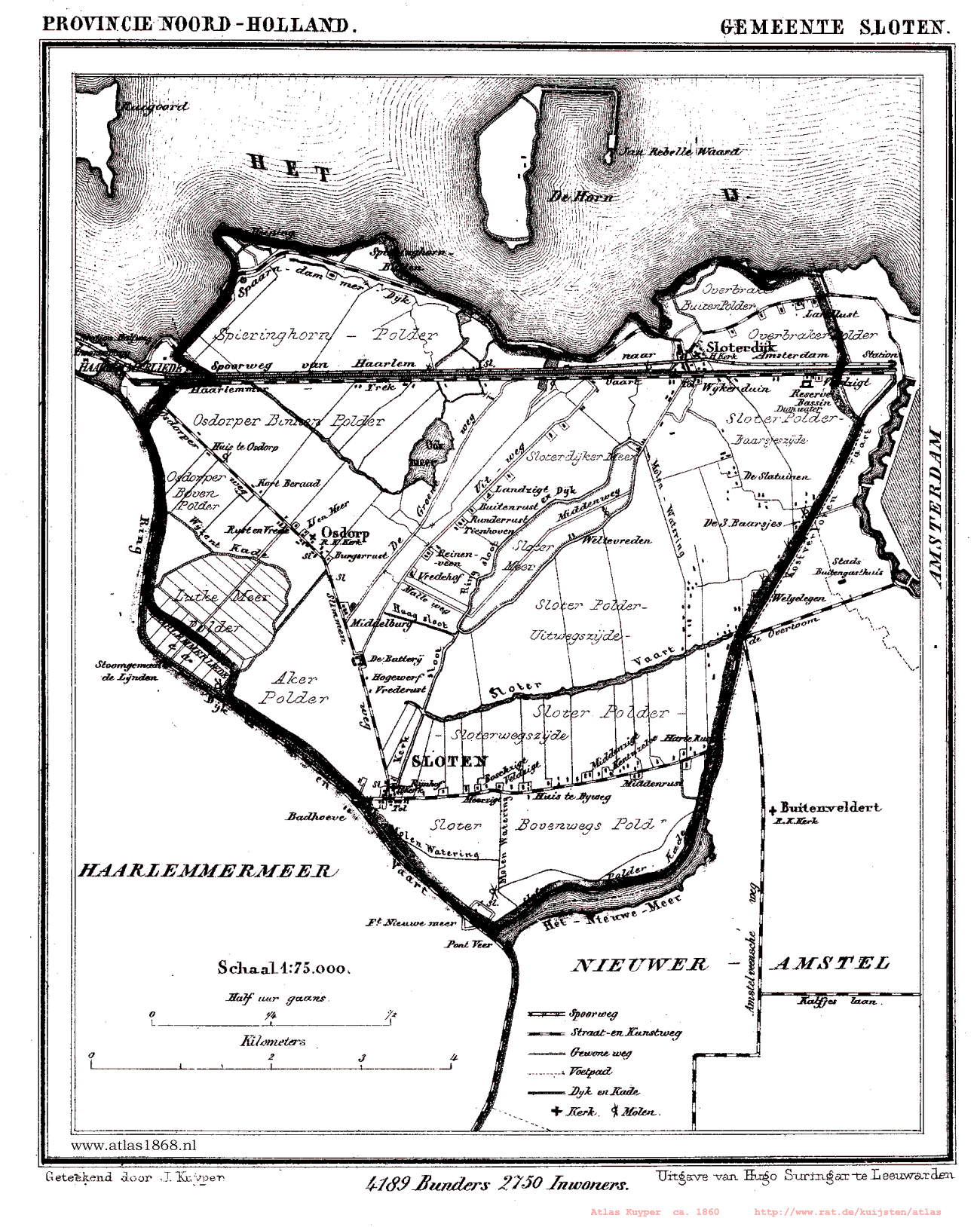
Sloten in 1868. De gemeente werd stapsgewijs geannexeerd, tot het in 1921 in geheel opging in Amsterdam.

Tot 1821 lag de stad ingesloten door omwalling met de bolwerken en daaromheen de Singelgracht (zie verder Vestingwerken van Amsterdam). Met de Vierde Uitleg van Amsterdam in de 17e eeuw was al het dorp Oetewaal door Amsterdam ingelijfd en verdween. Daarbuiten behoorde slechts een strook van 100 gaarden tot Amsterdam.
Omdat het grondgebied van Amsterdam in de voorafgaande twee eeuwen nauwelijks uitgebreid was en men dringend meer ruimte nodig had, werd in 1821 bij Koninklijk Besluit een nieuwe vaststelling van de gemeentegrens met Nieuwer-Amstel (thans gemeente Amstelveen) vastgesteld die niet meer consequent de 100-gaardengrens zou volgen. De stadsgrens zou globaal komen te liggen langs de huidige Zeeburgerdijk, Vrolikstraat en verder ten zuiden van de huidige Ceintuurbaanring dwars door het huidige Vondelpark naar de Tollensstraat en langs de Kostverlorenvaart. Op 30 november 1838 volgde een correctie door de invoering van de kadastrale delimitatie, waarbij delen weer naar Nieuwer-Amstel gingen. Afgezien van de strook grond direct ten zuiden van de 100-gaardengrens vond pas in 1877 de in 1838 overeengekomen grenscorrecties daadwerkelijk plaats.
In 1877 werd ten westen van de Haarlemmerpoort een deel van de gemeente Sloten geannexeerd. Hier werd de Spaarndammerbuurt en een deel van de Staatsliedenbuurt gebouwd. Ook kwam nu het  noordelijkste en smalle gedeelte ten oosten van de Kostverlorenvaart, de Zaagmolenbuurt, van de gemeente Nieuwer-Amstel in Amsterdam te liggen, hier werd de Frederik Hendrikbuurt gebouwd. Ook in Noord verschoof de gemeentegrens meer naar het noorden met de Buiksloterham en Nieuwendammerham. Zie verder  19e-eeuwse-gordel. Ook de Amsterdammerpolder kwam bij Amsterdam voor de ontwikkeling van de nieuwe gebieden in de nieuwe westelijke havens.  
In 1896 werd nog een stuk van Sloten afgesneden westelijk van de Kostverlorenvaart tot het huidige Westelijk Marktkanaal. Voorts werd aan de zuidzijde een groot deel van de gemeente Nieuwer-Amstel bij Amsterdam gevoegd. Hier werden grote delen van Oud-West, Oud-Zuid, Nieuw-Zuid en De Pijp (Amsterdam-Zuid), gebouwd. Ook het in 1892 gebouwde raadhuis van Nieuwer-Amstel aan de Amsteldijk kwam in Amsterdam te liggen. Verder kwam ook het ten oosten van de Amstel gelegen deel bij Amsterdam, hier werd de Afrikanerbuurt, een deel van Amsterdam-Oost, gebouwd. Een deel van de Overamstelpolder rond Outersdorp ging van Diemen naar Amsterdam.

### 20e eeuw
In 1921 werd het grondgebied van Amsterdam nog sterker uitgebreid: 
- Aan noordkant ging het Zaandamse en Westzaanse deel van de noordelijke IJpolders naar Amsterdam. Ook werd een deel van Oostzaan geannexeerd, waar Tuindorp Oostzaan verrees. Ten noorden van het IJ werden de gemeenten Buiksloot, Nieuwendam en Ransdorp opgeheven en bij Amsterdam gevoegd.[2]. Hier verrezen in de jaren twintig de tuindorpen en de latere uitbreidingen van Amsterdam-Noord. Het grootste deel van het IJmeer kwam ook bij Amsterdam. Hier werd in de 21e eeuw IJburg gebouwd.
- Aan zuidkant werd de gemeentegrens ten koste van Nieuwer-Amstel opgeschoven tot aan de Kalfjeslaan. Hier werd de Landstrekenbuurt  en vanaf 1958 Buitenveldert gerealiseerd. De gemeente Ouder-Amstel moest een deel van de Groot Duivendrechtsepolder, het Hoge land, aan Amsterdam afstaan.
- Aan westkant werd nu de gehele gemeente Sloten opgeheven en bij Amsterdam gevoegd. Hier werden de wijken van Plan West, Bos en Lommer en de Westelijke Tuinsteden gebouwd.
- Aan zuidoostkant werd de gemeente Watergraafsmeer opgeheven en bij Amsterdam gevoegd.

Zie verder Gordel '20-'40.
In 1966 werd een deel van de gemeente Landsmeer (Kadoelen) bij Amsterdam-Noord gevoegd. Oostzaan moest de Oostzanerwerf aan Amsterdam afstaan voor de bouw van de Molenwijk. In datzelfde jaar werd de ten zuidoosten van Amsterdam gelegen gemeente Weesperkarspel opgeheven en gedeeltelijk bij Amsterdam en gedeeltelijk bij Weesp gevoegd. Het aan Amsterdam toegevoegde gebied werd voor voorlopig 12 jaar aan Amsterdam toegewezen waar het echter geheel los van lag, omdat het tot de gemeente Ouder-Amstel behorende Duivendrecht en Diemen hiertussen lagen. In het Amsterdamse deel werd de nieuwe stadsuitbreiding de Bijlmermeer en later ook de rest van Amsterdam-Zuidoost gebouwd. In 1978 werd het gebied definitief aan Amsterdam toegewezen maar bleef een exclave ten opzichte van de rest van de stad. In 1989 moest de hoofdstad 3,25 km² van dit stadsdeel afstaan aan de gemeente Abcoude (nu De Ronde Venen).
In 1963 en 1970 ging een groot gedeelte van de Houtrakpolder over van de gemeente Haarlemmerliede naar de gemeente Amsterdam voor de uitbreiding van de Amsterdamse haven. Dit ging niet zonder strijd en de gemeente Haarlemmerliede verzette zich fel, maar het mocht  niet baten. In 1997 werd ten behoeve van de aanleg van de Afrikahaven nog een deel geannexeerd inclusief het kunstenaarsdorp Ruigoord.

### 21e eeuw
In 2022 sloot de gemeente Weesp zich vrijwillig aan bij de gemeente Amsterdam.

## Geannexeerde (delen van) gemeenten
1877
- Noordoostelijk deel van gemeente Sloten [3]
- Noord en westelijke delen van gemeente Nieuwer-Amstel
- Amsterdammerpolder en het gebied in Noord beneden de Waterlandse Zeedijk

1896
- Noordelijk deel van Nieuwer-Amstel met de Overamstelpolder [3] [4]
- Noordelijke deel met Outersdorp van Gemeente Diemen [4]
- Oostelijk deel van Sloten langs de Kostverlorenvaart

1921
- Gemeente Buiksloot [3]
- Gemeente Nieuwendam (met het dorp Zunderdorp) [3]
- Gemeente Ransdorp (met de dorpen Durgerdam, Holysloot en Schellingwoude) [3]
- Gemeente Sloten (met de dorpen Sloterdijk en Osdorp en de buurtschappen De Baarsjes, Overtoomse Buurt en Vrije Geer) [3]
- Gemeente Watergraafsmeer [3]
- Buurtschap Buitenveldert en omgeving van Gemeente Nieuwer-Amstel [3][5]
- Noordelijke IJpolders
  - Een deel van Gemeente Westzaan [3]
  - Een deel van Gemeente Oostzaan [3]
- Noordelijke deel van Groot Duivendrechtsepolder van Gemeente Ouder-Amstel [3][6]
- Deel van de Gemeente Diemen [3]

1963
- Een deel van de Gemeente Haarlemmerliede en Spaarnwoude

1966
- Buurtschap Kadoelen van Gemeente Landsmeer
- Oostzanerwerf van Gemeente Oostzaan
- Bijlmermeerpolder, Oost Bijlmerpolder en de Polder Gein en Gaasp (met het dorp Driemond) van de opgeheven Gemeente Weesperkarspel [7]

1970
- Een deel van de Gemeente Haarlemmerliede

1997
- Een deel, inclusief het dorp Ruigoord, van de Gemeente Haarlemmerliede

2022
- Gemeente Weesp